# ダノンジャパン
ダノンジャパン株式会社は、東京都目黒区に本社を置く乳製品メーカー。フランスに本社を置くダノンの日本法人である。
1980年に味の素とダノンの折半出資で設立された「味の素ダノン株式会社」の事業を引き継ぎ、1992年にダノン、カルピス、味の素の三社による出資でカルピス味の素ダノン株式会社として設立された。2007年1月31日に味の素とカルピスの株式売却によりダノンの100%子会社となり、翌2月1日、社名をダノンジャパン株式会社に変更した。味の素とは主要販売先として関係は続いている。

## 主な商品
- プチダノン
- ベビーダノン
- ダノンヨーグルト
- ダノンビオ
- デンシア
- ダノンオイコス
- Alpro